# Otto Lautenschlager
Otto Lautenschlager (* 17. September 1900 in Cannstatt; † 5. Februar 1987 in Aichwald) war ein deutscher Schriftsteller und Lyriker.

## Leben
Otto Lautenschlager, der älteste Sohn des Daimler-Rennfahrers Christian Friedrich Lautenschlager, schrieb bereits in der Schule Gedichte. Er studierte Literatur und Kunstgeschichte in München, wo er Wesensverwandte im Stefan-George-Kreis fand, in den ihn Hermann Gmelin einführte. Durch seinen Freund, dem schwäbischen Dichter Paul Bühler kam er zum Uracher Kreis um Karl Raichle, wo er zahlreiche Persönlichkeiten kennenlernte, u. a. Johannes R. Becher, mit welchem er in Verbindung blieb.
Er schloss sich der deutschen Jugendbewegung mit ihrem inneren Freiheitsdrang und ihrer Naturbegeisterung und dem Wandervogel an. Deren Ideale: Achtung vor der Natur, Liebe zur Heimat und den Menschen machte er sich zu eigen und hielt während seines ganzen Lebens daran fest. Mit Rucksack und Klampfe, wanderte er durch Deutschland und weiter über Thüringen nach Prag und Budapest, durch Österreich, die Schweiz nach Italien bis Rom. In Montagnola besuchte er Hermann Hesse, mit dem ihn eine langjährige Brieffreundschaft verband. Nach Ende der Wanderjahre und Rückkehr gründete er eine Familie und erwarb im Jahr 1926 auf dem Schurwald bei Esslingen ein Haus, wo er sich als freier Schriftsteller sesshaft machte.
Er lebte mit dem Wahlspruch: „Viel Licht, Luft, Erdengrün und Religion“. „Licht“ bedeutet für ihn die positive Einstellung zum Leben. „Luft“, mit der Natur und nach ihren Gesetzen zu leben. Mit „Erdengrün“ verband sich die Liebe zur Heimat und der Natur, unter „Religion“ verstand er die Achtung vor der in Natur und Kreatur sichtbar gewordenen göttlichen Allmacht.
Seine in der Jugend geschlossenen Freundschaften dauerten lebenslang u. a. mit den Dichtern Martin Lang, Eduard Reinacher, Johannes Linke, Georg Schwarz, Otto Heuschele, Helmut Paulus, Otto Rombach, den Kunstmalern Willo Rall, Reinhold Nägele, Otto Luick, Karl Demetz, den Bildhauern Heinrich Kirchner und Fritz Wrampe sowie dem Stuttgarter Innenarchitekten Rudolf Frank.
Otto Lautenschlager veröffentlichte seit den 1920er Jahren Gedichte, Romane, Erzählungen, Buchbesprechungen, Anthologien u. a. Er arbeitete auch als Lektor und freier Mitarbeiter für verschiedene Verlage. In Zeitschriften und Kalendern erschienen seine Beiträge. Nach dem Zweiten Weltkrieg gehörte er mit Elly Heuss-Knapp und Ministerialrat Hassinger dem Ausschuss des Württembergischen Kultusministeriums für die Neugestaltung der Schullesebücher an. In den 1950er Jahren wurde er bekannt durch Heimat- und Schulfunksendungen im Süddeutschen Rundfunk.
1976 wurde er für sein Lebenswerk mit dem Bundesverdienstkreuz am Bande geehrt.

## Werke
- Stirn und Stern: Gedichte. Deutsche Verlagsanstalt Stuttgart, Berlin 1922.
- Monte Freddo. Tukan-Verlag, München 1924.
- Blick vom Hügel. In: Schwäbische Gestalten und Landschaften: eine Skizzenreihe. Stuttgarter Neues Tagblatt, Stuttgart 1926 (Tagblatt-Schriften; 3), S. 92ff.
- Erde im Licht. Verlag Alsatia, Colmar 1931.
- In Gottes Atem. Truckenmüller Verlag, Stuttgart 1939.
- Im Kreise der Lieben. Roman. Deutsche Verlagsanstalt, Stuttgart 1945.
- Morgenrot – Jahresgabe unserer Dichter. Karl Mayer Verlag, Stuttgart 1947.
- Herder – Bildner der Menschheit. Karl Mayer Verlag, Stuttgart 1948.
- Friedrich Silcher – Ein Leben für die Musik. Kohlhammer, Stuttgart 1978 [Neuauflage von Im Kreise der Lieben]

Aus seinem Gedicht „Heimkehr über die Alb“:
„Mild weht der Wind über die Hügel

und in den Sternenräumen streuen Engel

aus silbernen Wolken schwärzlicher Schatten

Rosige Lieder

in die dunkel wehende Nacht.“